# Wil, Sankt Gallen
Wil är en stad och kommun i distriktet Wil i kantonen Sankt Gallen i Schweiz. Kommunen har 24 980 invånare (2023). Wil är huvudort i distriktet med samma namn.
Den 1 januari 2013 inkorporerades kommunen Bronschhofen in i Wil. Kommunen Bronschhofen bestod av orterna Bronschhofen och Rossrüti.
En majoritet (87,3 %) av invånarna är tyskspråkiga (2014). 45,9 % är katoliker, 18,6 % är reformert kristna och 35,5 % tillhör en annan trosinriktning eller saknar en religiös tillhörighet (2014).